# 莳竹县
莳竹县，中国北宋古县名。
宋神宗元丰四年（1081年）以溪洞徽州置莳竹县，治所在今湖南省绥宁县西南。隶属于邵州。当时下辖邵阳县、武冈县、新化县、莳竹县四县。宋徽宗崇宁四年（1105年），以武冈县为武冈军，莳竹县被废除，其地分为临冈县、绥宁县，隶属于武冈军。 